# Purnia
Purnia là một thành phố và khu đô thị của quận Purnia thuộc bang Bihar, Ấn Độ.

## Địa lý
Purnia có vị trí 25°47′B 87°28′Đ / 25,78°B 87,47°Đ Nó có độ cao trung bình là 36 mét (118 feet).

## Nhân khẩu
Theo điều tra dân số năm 2001 của Ấn Độ, Purnia có dân số 171.235 người. Phái nam chiếm 54% tổng số dân và phái nữ chiếm 46%. Purnia có tỷ lệ 63% biết đọc biết viết, cao hơn tỷ lệ trung bình toàn quốc là 59,5%: tỷ lệ cho phái nam là 69%, và tỷ lệ cho phái nữ là 56%. Tại Purnia, 16% dân số nhỏ hơn 6 tuổi.